# Könsmognad
Könsmognad, pubescens, hos en organism innebär att den är tillräckligt utvecklad för fortplantning. Det kan betraktas som synonymt med vuxen ålder, men hos människor omfattar puberteten processen för mognad och vuxenskapet är mer baserat på kulturella definitioner.